# Dirk III
Dirk III (Teodoryk III) († 27 maja 1039) - hrabia Holandii od 993 do 27 maja 1039 roku.
Hrabstwo Holandii przed 1101 rokiem miało inną nazwę i było znane jako Zachodnia Fryzja. Faktycznym tytułem hrabiego Dirka III był więc hrabia Fryzji. Zachodnia Fryzja w tym czasie bardzo różniła się od obecnej (Północna i Południowa Holandia). Większość terytorium pokrywały bagna, gdzie prawie nikt nie mieszkał. Ludność skupiała się głównie na wybrzeżu oraz w dolinach rzecznych.
Dirk III był członkiem dynastii Gerolfingów (dom Holandii), ważnego rodu w obrębie Niemczech w tamtym czasie. Jego matka była regentką w Zachodniej Fryzji w latach 993 - 1005 i siostrą cesarza Henryka II Świętego.
Przed 1018 Dirk III był wasalem Henryka II, a jego lenno leżało było w strategicznie ważnym miejscu. Utrecht położony w delcie Renu był bowiem ważnym miastem handlowym dla niemieckich królów i kupców, którzy musieli przepływać przez terytoria Dirka III, rzekami Ren i Vechte, w celu dotarcia do Morza Północnego. Niemieccy królowie i cesarze często dlatego zamieszkiwali w Utrechcie i Nijmegen.

## Bitwa pod Vlaardingen i jej następstwa
Dirk III zbudował swoją twierdzę w Vlaardingen. Nie miał zezwoleń na utrudnianie handlu w jakikolwiek sposób, ale ostatecznie zignorował zdanie cesarza nakładając cła. Kupcy z miasta Tiel zaniepokojeni wysłali wiadomość do cesarza o aktach przemocy ludzi Dirka III przeciwko nim. Cesarz postanowił skończyć panowanie Dirka III i przekazać jego ziemie biskupowi Utrechtu. W tym celu wysłał do Vlaardingen swe wojska. Jego armia przegrała i bitwa pod Vlaardingen okazała się zwycięstwem Dirka III. Po zwycięstwie Dirk III zatrzymał swoje ziemie i kontynuował pobieranie ceł. Jednakże od tego czasu rozpoczęła się długotrwała wojna między hrabiami Holandii a biskupami Utrechtu, której ofiarą padł m.in. syn Dirka III - Floris I Holenderski.
Po śmierci Dirka III w 1039 roku cesarskie wojsko kilka razy próbowało odzyskać ziemie znajdujące się w posiadaniu fryzyjskich hrabiów. Potężny Robert I Fryzyjski pomógł Dirkowi V, prawnukowi Dirka III i jego własnemu pasierbowi zatrzymać Fryzję dla hrabiów.
Sądzi się, że Dirk III udał się na pielgrzymkę do Ziemi Świętej, stąd jego pseudonim "Hieroslomita".
Jego żoną była Othelindis z Nordmark, z którą posiadał czworo dzieci:
- Dirk IV - hrabia Zachodniej Fryzji (po śmierci Dirka III),
- Floris I - hrabia Zachodniej Fryzji (po śmierci Dirka IV),
- Bertrada - którą poślubił Thierry II Katlenburg,
- Swanhilde - którą poślubił Emmo van Loon, hrabia Loon.